# Tupljak
 Tupljak  (olaszul: Tupliaco) falu Horvátországban, Isztria megyében. Közigazgatásilag Pićanhoz tartozik.

## Fekvése
Az Isztriai-félsziget keleti felén, Pazintól 16 km-re délkeletre, községközpontjától 5 km-re keletre, a Čepić-mezőtől nyugatra fekszik.

## Története
A tekepülést 1325-ben említik először. A pićani püspökség megszűnéséig 1788-ig a püspök hűbérbirtoka és káplán székhelye volt. A településnek 1857-ben 338, 1910-ben 431 lakosa volt. Az első világháború után Olaszország része lett, majd a második világháborút követően Jugoszláviához csatolták. Jugoszlávia felbomlása után 1991-ben a független Horvátország része lett. 1993-ig Labin községhez tartozott, azóta Pićan község része. Lakói a 20. század elejéig főként mezőgazdasággal (szőlő és gabonatermesztés) foglalkoztak. 1940-ben azonban a közeli Potpićanban új szénbányát nyitottak és lakói közül sokan bányászok lettek. 1983-ban Tupljakon is bánya nyílt, mely 1999-ig üzemelt. A falunak 2011-ben 236 lakosa volt.

## Lakosság
| Lakosság változása | Lakosság változása | Lakosság változása | Lakosság változása | Lakosság változása | Lakosság változása | Lakosság változása | Lakosság változása | Lakosság változása | Lakosság változása | Lakosság változása | Lakosság változása | Lakosság változása | Lakosság változása | Lakosság változása | Lakosság változása |
| ------------------ | ------------------ | ------------------ | ------------------ | ------------------ | ------------------ | ------------------ | ------------------ | ------------------ | ------------------ | ------------------ | ------------------ | ------------------ | ------------------ | ------------------ | ------------------ |
| 1857               | 1869               | 1880               | 1890               | 1900               | 1910               | 1921               | 1931               | 1948               | 1953               | 1961               | 1971               | 1981               | 1991               | 2001               | 2011               |
| 338                | 349                | 376                | 365                | 365                | 431                | 942                | 0                  | 438                | 418                | 362                | 328                | 318                | 280                | 267                | 236                |

## Nevezetességei
- Szent Bertalan tiszteletére szentelt egyhajós kis plébániatemploma a 14. században épült. Nagyon szépen faragottak Szent Bertalan, Szent Sebestyén és Szent Rókus oltárt díszítő faszobrai. Búcsúnapját az augusztus 24. utáni első vasárnapon tartják, amikor az innen elszármazottak is összegyűlnek a helyiekkel ünnepelni.
- A temetőben áll Szent Adorján tiszteletére szentelt temploma, mely 1796-ban egy korábbi templom helyén épült. Egyhajós épület bal oldalán sekrestyével, homlokzata felett nyitott harangtoronnyal, benne két haranggal. A homlokzat előtt nyitott előcsarnok áll. 1665-ben készített oltárát még a régi templomból hozták ide át és Jančić pićani püspök szentelte fel. A templomnak értékes táblaképei is vannak.